# Rangifer (tidskrift)
Rangifer är en vetenskaplig tidskrift för forskning om renskötsel och skötsel av andra nordliga hovdjur. Den har utgivits sedan 1981 och publicerade ursprungligen enbart artiklar om renar och den nordamerikanska renen caribou. Tidskrifter är idag (2021) världens enda om renskötsel. Den utgavs först av Nordiskt organ för rennäringsforskning (NOR), som lades ner 2012, och utges nu av Sveriges lantbruksuniversitet.
Rangifer är det vetenskapliga släktnamnet för rensläktet.